# Františka Marie Bourbonská

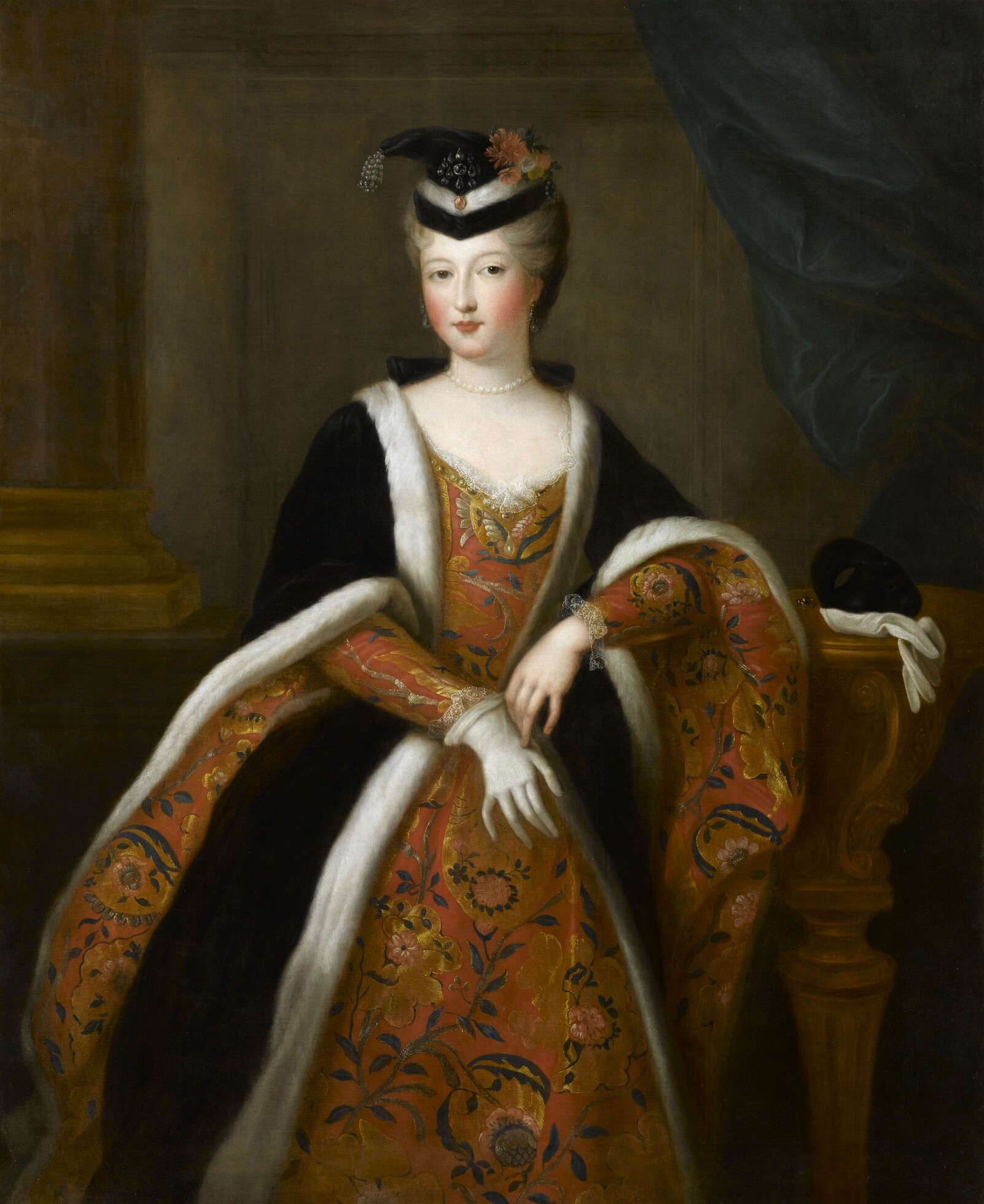
Františka Marie Orleánská

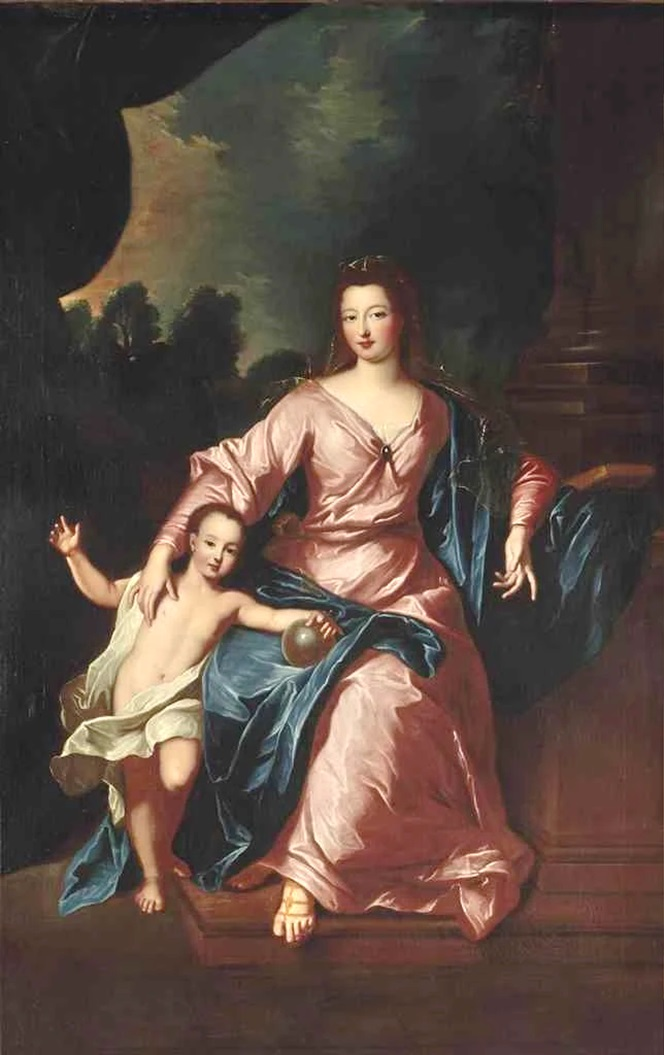
Františka Marie Orleánská se synem Ludvíkem

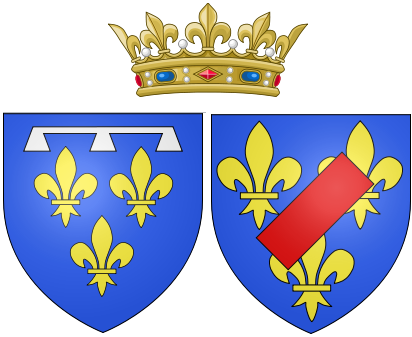

Františka Marie Bourbonská (francouzsky Françoise Marie de Bourbon, zvaná rovněž druhá Mademoiselle de Blois; 25. května 1677 zámek Maintenon – 1. února 1749, Paříž), byla původem nemanželskou dcerou francouzského krále Ludvíka XIV. a jeho dlouholeté milenky Madame de Montespan a sňatkem vévodkyní z Chartres (1692) a z Orléansu (1701).

## Biografie
Františka Marie se narodila jako šesté dítě (třetí dcera) ze vztahu francouzského krále Ludvíka XIV. a jeho dlouholeté oficiální milenky Madame de Montespan. V roce 1681 byla uznána za legitimní dceru Francie.

### Manželství
Františka Marie se provdala za svého bratrance Filipa II. Orleánského (pozdějšího regenta Francie), syna mladšího králova bratra Filipa I. Orleánského. Sňatek, který se uskutečnil 9. února roku 1692, připravoval její otec král Ludvík XIV. dlouho před tím, otec ženicha však vytrvale odmítal dát k němu souhlas. Tato záležitost byla jednou z mála zásadních neshod mezi oběma bratry, jejich vztah však těžce poznamenala; Filip Orleánský tento vynucený sňatek svého syna těžce nesl a často jej Ludvíkovi XIV. vyčítal. Tyto celé roky trvající bratrské hádky podlomily Filipovo zdraví, po jednom z těchto sporů dostal Filip záchvat mrtvice a 9. června roku 1701 zemřel na svém zámku Saint-Cloud. Nevěsta dostala obrovské věno dva miliony livrů, které však přesto nestačily k tomu, aby překonaly námitky a předsudky ze strany Orleánských, především ženichovy matky vévodkyně Alžběty Šarloty, která byla tímto svazkem vysoce pohoršena.

### Potomci
Manželství Františky Marie a jejího bratrance Filipa Orleánského nebylo příliš šťastné, přesto z něj vzešlo devět dětí, osm děvčat a chlapec; vyjma první dcery, která zemřela jako desetiměsíční nemluvně, se všechny dožily dospělosti:
1. Marie Isabela Orleánská (17. prosince 1693 – 17. října 1694)
2. Marie Luisa Alžběta Orleánská (20. srpna 1695 – 19. ledna 1719), ⚭ 1710 Karel Francouzský, vévoda z Berry (31. července 1686 – 5. května 1714)
3. Louise Adélaïde d'Orléans (13. srpna 1698 – 10. února 1743), abatyše z Chelles
4. Šarlota Aglaé Orleánská (20. října 1700 – 19. února 1761), ⚭ 1720 František III. d'Este, vévoda z Modeny (2. července 1698 – 22. února 1780)
5. Ludvík I. Orleánský (4. srpna 1703 – 4. února 1752), zvaný "Zbožný", pokračovatel hlavní rodové linie Bourbon-Orléans, vévoda orleánský, ⚭ 1724 Augusta Bádenská (10. listopadu 1704 – 8. srpna 1726)
6. Luisa Alžběta Orleánská (11. prosince 1709 – 16. června 1742), ⚭ 1722 Ludvík I. Španělský (25. srpna 1707 – 31. srpna 1724), španělský král v období od 15. ledna 1724 do 31. srpna téhož roku
7. Filipína Alžběta Orleánská (18. prosince 1714 – 21. května 1734), svobodná a bezdětná
8. Luisa Diana Orleánská (27. června 1716 – 26. září1736), ⚭ 1732 Ludvík František de Bourbon, vévoda de Conti (13. srpna 1717 – 2. srpna 1776)

Filip měl řadu milenek, to však Františku Marii příliš neznepokojovalo. V roce 1701 ji smrt jejího strýce a tchána Filipa I. Orleánského pozvedla mezi první dámy dvora, bezprostředně za vévodkyni burgundskou. Vévodkyně orleánská byla vždy ženou neduživou, trávící dny v zahálce, obklopená svými dámami a společnicemi, nevzhlednými a poddajnými.
Vztahy s její starší sestrou, vévodkyní Bourbonskou, nebyly právě srdečné a v roce 1710 se popraly v záležitosti sňatku vévody de Berry, nejmladšího syna následníka Ludvíka XIV., Grand dauphina. Obě vévodkyně měly po dvou dcerách na vdávání, ale vévodkyně orleánská byla obratnější; získala sympatie vévodkyně burgundské a především madame de Maintenon, tajné manželky královy, který posléze rozhodl, že ženou vévody de Berry se stane Marie Louisa Alžběta Orleánská.

## Poslední léta života
V roce 1715, a po smrti Ludvíka XIV. se stal Filip regentem Francie po dobu neplnoletosti následníka Ludvíka XV. V roce 1721 se Františce Marii dostalo velkého zadostiučinění, když se její dcery provdaly za španělské infanty. V roce 1723, po smrti svého manžela, se stáhla do paláce Saint Cloud, kde v roce 1749 zemřela.

## Tituly
- 25. května – 9. února 1692 Mademoiselle de Blois
- 9. ledna 1692 – 19. června 1701 Její královská výsost vévodkyně de Chartres
- 19. června 1701 – 2. prosince 1723 Její královská výsost vévodkyně de Orléans
- 2. prosince 1723 – 1. února 1749 Její královská výsost vévodkyně vdova de Orléans

## Vývod z předků
|                            |                           |  |                      |                             |  |  |  |  |  |  |  | Antonín Navarrský |
|                            |                           |  |                      |                             |  |  |  |  |  |  |  |                   |
|                            | Jindřich IV. Francouzský  |  |                      |                             |  |  |  |  |  |  |  |                   |
|                            |                           |  |                      |                             |  |  |  |  |  |  |  |                   |
|                            |                           |  |                      | Jana III. Navarrská         |  |  |  |  |  |  |  |                   |
|                            |                           |  |                      |                             |  |  |  |  |  |  |  |                   |
|                            | Ludvík XIII.              |  |                      |                             |  |  |  |  |  |  |  |                   |
|                            |                           |  |                      |                             |  |  |  |  |  |  |  |                   |
|                            |                           |  |                      | František I. Toskánský      |  |  |  |  |  |  |  |                   |
|                            |                           |  |                      |                             |  |  |  |  |  |  |  |                   |
|                            | Marie Medicejská          |  |                      |                             |  |  |  |  |  |  |  |                   |
|                            |                           |  |                      |                             |  |  |  |  |  |  |  |                   |
|                            |                           |  |                      | Johana Habsburská           |  |  |  |  |  |  |  |                   |
|                            |                           |  |                      |                             |  |  |  |  |  |  |  |                   |
|                            | Ludvík XIV.               |  |                      |                             |  |  |  |  |  |  |  |                   |
|                            |                           |  |                      |                             |  |  |  |  |  |  |  |                   |
|                            |                           |  |                      | Filip II. Španělský         |  |  |  |  |  |  |  |                   |
|                            |                           |  |                      |                             |  |  |  |  |  |  |  |                   |
|                            | Filip III. Španělský      |  |                      |                             |  |  |  |  |  |  |  |                   |
|                            |                           |  |                      |                             |  |  |  |  |  |  |  |                   |
|                            |                           |  |                      | Anna Habsburská             |  |  |  |  |  |  |  |                   |
|                            |                           |  |                      |                             |  |  |  |  |  |  |  |                   |
|                            | Anna Rakouská             |  |                      |                             |  |  |  |  |  |  |  |                   |
|                            |                           |  |                      |                             |  |  |  |  |  |  |  |                   |
|                            |                           |  |                      | Karel II. Štýrský           |  |  |  |  |  |  |  |                   |
|                            |                           |  |                      |                             |  |  |  |  |  |  |  |                   |
|                            | Markéta Habsburská        |  |                      |                             |  |  |  |  |  |  |  |                   |
|                            |                           |  |                      |                             |  |  |  |  |  |  |  |                   |
|                            |                           |  |                      | Marie Anna Bavorská         |  |  |  |  |  |  |  |                   |
|                            |                           |  |                      |                             |  |  |  |  |  |  |  |                   |
| Františka Marie Bourbonská |                           |  |                      |                             |  |  |  |  |  |  |  |                   |
|                            |                           |  |                      |                             |  |  |  |  |  |  |  |                   |
|                            |                           |  | René de Rochechouart |                             |  |  |  |  |  |  |  |                   |
|                            |                           |  |                      |                             |  |  |  |  |  |  |  |                   |
|                            | Gaspard de Rochechouart   |  |                      |                             |  |  |  |  |  |  |  |                   |
|                            |                           |  |                      |                             |  |  |  |  |  |  |  |                   |
|                            |                           |  |                      | Jeanne de Saulx de Tavannes |  |  |  |  |  |  |  |                   |
|                            |                           |  |                      |                             |  |  |  |  |  |  |  |                   |
|                            | Gabriel de Rochechouart   |  |                      |                             |  |  |  |  |  |  |  |                   |
|                            |                           |  |                      |                             |  |  |  |  |  |  |  |                   |
|                            |                           |  |                      | Charles de Maure            |  |  |  |  |  |  |  |                   |
|                            |                           |  |                      |                             |  |  |  |  |  |  |  |                   |
|                            | Louise de Maure           |  |                      |                             |  |  |  |  |  |  |  |                   |
|                            |                           |  |                      |                             |  |  |  |  |  |  |  |                   |
|                            |                           |  |                      | Diane de Carency            |  |  |  |  |  |  |  |                   |
|                            |                           |  |                      |                             |  |  |  |  |  |  |  |                   |
|                            | Madame de Montespan       |  |                      |                             |  |  |  |  |  |  |  |                   |
|                            |                           |  |                      |                             |  |  |  |  |  |  |  |                   |
|                            |                           |  |                      | Pierre de Grandsaigne       |  |  |  |  |  |  |  |                   |
|                            |                           |  |                      |                             |  |  |  |  |  |  |  |                   |
|                            | Jean de Grandseigne       |  |                      |                             |  |  |  |  |  |  |  |                   |
|                            |                           |  |                      |                             |  |  |  |  |  |  |  |                   |
|                            |                           |  |                      | Françoise Baillard          |  |  |  |  |  |  |  |                   |
|                            |                           |  |                      |                             |  |  |  |  |  |  |  |                   |
|                            | Diane de Grandseigne      |  |                      |                             |  |  |  |  |  |  |  |                   |
|                            |                           |  |                      |                             |  |  |  |  |  |  |  |                   |
|                            |                           |  |                      | François de La Béraudière   |  |  |  |  |  |  |  |                   |
|                            |                           |  |                      |                             |  |  |  |  |  |  |  |                   |
|                            | Kateřina de La Béraudière |  |                      |                             |  |  |  |  |  |  |  |                   |
|                            |                           |  |                      |                             |  |  |  |  |  |  |  |                   |
|                            |                           |  |                      | Anne Adrienne Frotier       |  |  |  |  |  |  |  |                   |
|                            |                           |  |                      |                             |  |  |  |  |  |  |  |                   |